# Leonesiella bergidi
Leonesiella bergidi es una especie de escarabajo. Es la única especie del género Leonesiella, en la familia Leiodidae. Fue descrita por Salgado en 1983.

## Distribución
Se encuentra en España.